# Gastonia (Carolina do Norte)
Gastonia é uma cidade localizada no estado norte-americano de Carolina do Norte, no Condado de Gaston.

## Demografia
Segundo o censo norte-americano de 2000, a sua população era de 66 277 habitantes.
Em 2006, foi estimada uma população de 69 904, um aumento de 3627 (5.5%).

## Geografia
De acordo com o United States Census Bureau tem uma área de 119,8 km², dos quais 119,3 km² cobertos por terra e 0,5 km² cobertos por água.

## Localidades na vizinhança
O diagrama seguinte representa as localidades num raio de 12 km ao redor de Gastonia.